# Spojené státy americké na Letních olympijských hrách 1988
Spojené státy americké na Letních olympijských hrách v roce 1988 v jihokorejském Soulu reprezentovalo 527 sportovců, z toho 195 žen a 332 mužů, ve 27 sportech.

## Medailisté
| Medaile | Jméno | Sport                   | Soutěž                                |
| ------- | --- | ----------------------- | ------------------------------------- |
| Zlato   | Jay Barrs | Lukostřelba             | Muži jednotlivci                      |
| Zlato   | Carl Lewis | Atletika                | Muži 100 m                            |
| Zlato   | Joe DeLoach | Atletika                | Muži 200 m                            |
| Zlato   | Steve Lewis | Atletika                | Muži 400 m                            |
| Zlato   | Roger Kingdom | Atletika                | Muži 110 m překážek                   |
| Zlato   | André Phillips | Atletika                | Muži 400 m překážek                   |
| Zlato   | Danny Everett Steve Lewis Butch Reynolds Kevin Robinzine | Atletika                | Muži štafeta 4 × 400 m                |
| Zlato   | Carl Lewis | Atletika                | Muži skok daleký                      |
| Zlato   | Florence Griffith-Joynerová | Atletika                | Ženy 100 m                            |
| Zlato   | Florence Griffith-Joynerová | Atletika                | Ženy 200 m                            |
| Zlato   | Evelyn Ashfordová Alice Brownová Sheila Echols Florence Griffith-Joynerová | Atletika                | Ženy štafeta 4 × 100 m                |
| Zlato   | Louise Ritterová | Atletika                | Ženy skok vysoký                      |
| Zlato   | Jackie Joynerová-Kerseeová | Atletika                | Ženy skok daleký                      |
| Zlato   | Jackie Joynerová-Kerseeová | Atletika                | Ženy sedmiboj                         |
| Zlato   | Cynthia Brown Vicky Bullett Cynthia Cooper Anne Donovan Teresa Edwards Kamie Ethridge Jennifer Gillom Bridgette Gordon Andrea Lloyd Katrina McClain Suzanne McConnell Teresa Weatherspoon              | Basketbal               | Turnaj žen                            |
| Zlato   | Kennedy McKinney | Box                     | Muži váha bantamová do 54 kg          |
| Zlato   | Andrew Maynard | Box                     | Muži váha polotěžká do 81 kg          |
| Zlato   | Ray Mercer | Box                     | Muži váha těžká do 91 kg              |
| Zlato   | Greg Barton | Kanoistika              | Muži K1 1000 m                        |
| Zlato   | Greg Barton Norman Bellingham | Kanoistika              | Muži K2 1000 m                        |
| Zlato   | Greg Louganis | Skoky do vody           | Muži prkno 3 m                        |
| Zlato   | Greg Louganis | Skoky do vody           | Muži věž 10 m                         |
| Zlato   | Lynne Jewell Allison Jolly | Jachting                | Ženy třída 470                        |
| Zlato   | Matt Biondi | Plavání                 | Muži 50 m volný způsob                |
| Zlato   | Matt Biondi | Plavání                 | Muži 100 m volný způsob               |
| Zlato   | Matt Biondi Troy Dalbey Chris Jacobs Tom Jager | Plavání                 | Muži štafeta 4 × 100 m volný způsob   |
| Zlato   | Matt Biondi Matt Cetlinski Troy Dalbey Doug Gjertsen | Plavání                 | Muži štafeta 4 × 200 m volný způsob   |
| Zlato   | David Berkoff Matt Biondi Chris Jacobs Richard Schroeder | Plavání                 | Muži štafeta 4 × 100 m polohový závod |
| Zlato   | Janet Evansová | Plavání                 | Ženy 400 m volný způsob               |
| Zlato   | Janet Evansová | Plavání                 | Ženy 800 m volný způsob               |
| Zlato   | Janet Evansová | Plavání                 | Ženy 400 m polohový závod             |
| Zlato   | Ken Flach Robert Seguso | Tenis                   | Muži čtyřhra                          |
| Zlato   | Zina Garrisonová Pam Shriverová | Tenis                   | Ženy čtyřhra                          |
| Zlato   | Craig Buck Robert Ctvrtlik Scott Fortune Karch Kiraly Ricci Luyties Douglas Partie Jon Root Eric Sato Dave Saunders Jeff Stork Troy Tanner Steve Timmons                                               | Volejbal                | Turnaj mužů                           |
| Zlato   | John Smith | Zápas                   | Muži volný styl do 62 kg              |
| Zlato   | Kenny Monday | Zápas                   | Muži volný styl do 74 kg              |
| Stříbro | Jay Barrs Richard McKinney Darrell Pace | Lukostřelba             | Družstvo mužů                         |
| Stříbro | Carl Lewis | Atletika                | Muži 200 m                            |
| Stříbro | Butch Reynolds | Atletika                | Muži 400 m                            |
| Stříbro | Hollis Conway | Atletika                | Muži skok vysoký                      |
| Stříbro | Mike Powell | Atletika                | Muži skok daleký                      |
| Stříbro | Randy Barnes | Atletika                | Muži vrh koulí                        |
| Stříbro | Evelyn Ashfordová | Atletika                | Ženy 100 m                            |
| Stříbro | Valerie Briscoová-Hooksová Florence Griffith-Joynerová Denean Howard-Hill Diane Dixonová | Atletika                | Ženy štafeta 4 × 400 m                |
| Stříbro | Michael Carbajal | Box                     | Muži váha lehká muší do 49 kg         |
| Stříbro | Roy Jones | Box                     | Muži lehkotěžká váha do 71 kg         |
| Stříbro | Michelle Mitchell | Skoky do vody           | Ženy věž 10 m                         |
| Stříbro | Gregory Best | Jezdectví               | Parkurové skákání – jednotlivci       |
| Stříbro | Gregory Best Joe Fargis Lisa Jacquin Anne Kursinski | Jezdectví               | Parkurové skákání – družstvo          |
| Stříbro | Kevin Asano | Judo                    | Muži do 60 kg                         |
| Stříbro | Thomas Bohrer Richard Kennelly David Krmpotich Raoul Rodriguez | Veslování               | Muži čtyřka bez kormidelníka          |
| Stříbro | Anne Marden | Veslování               | Ženy skif                             |
| Stříbro | Hal Haenel Mark Reynolds | Jachting                | Muži třída Star                       |
| Stříbro | William Baylis Robert Billingham John Kostecki | Jachting                | Muži třída Soling                     |
| Stříbro | Erich Buljung | Sportovní střelba       | Muži 10 metrů vzduchová pistole       |
| Stříbro | Tom Jager | Plavání                 | Muži 50 m volný způsob                |
| Stříbro | Chris Jacobs | Plavání                 | Muži 100 m volný způsob               |
| Stříbro | David Berkoff | Plavání                 | Muži 100 m znak                       |
| Stříbro | Matt Biondi | Plavání                 | Muži 100 m motýlek                    |
| Stříbro | David Wharton | Plavání                 | Muži 400 m polohový závod             |
| Stříbro | Beth Barr Janel Jorgensen Tracey McFarlane Mary Wayte | Plavání                 | Ženy štafeta 4 × 100 m polohový závod |
| Stříbro | Tracie Ruizová | Synchronizované plavání | Ženy jednotlivci                      |
| Stříbro | Karen Josephson Sarah Josephson | Synchronizované plavání | Ženy dvojice                          |
| Stříbro | Tim Mayotte | Tenis                   | Muži dvouhra                          |
| Stříbro | James Bergeson Gregory Boyer Peter Campbell Jeffrey Campbell Jody Campbell Christopher Duplanty Michael Evans Douglas Kimbell Edward Klass Alan Mouchawar Kevin Robertson Terry Schroeder Craig Wilson | Vodní pólo              | Turnaj mužů                           |
| Stříbro | Bruce Baumgartner | Zápas                   | Muži volný styl do 130 kg             |
| Bronz   | Melanie Skillman Denise Parker Debra Ochs | Lukostřelba             | Družstvo žen                          |
| Bronz   | Calvin Smith | Atletika                | Muži 100 m                            |
| Bronz   | Danny Everett | Atletika                | Muži 400 m                            |
| Bronz   | Tonie Campbell | Atletika                | Muži 110 m překážek                   |
| Bronz   | Edwin Moses | Atletika                | Muži 400 m překážek                   |
| Bronz   | Larry Myricks | Atletika                | Muži skok daleký                      |
| Bronz   | Kim Gallagherová | Atletika                | Ženy 800 m                            |
| Bronz   | William Anderson Stacey Augmon Vernell Coles Jeffrey Grayer Hersey Hawkins Dan Majerle Danny Manning Herman Reid Mitch Richmond David Robinson Charles Smith                                           | Basketbal               | Turnaj mužů                           |
| Bronz   | Romallis Ellis | Box                     | Muži lehká váha do 60 kg              |
| Bronz   | Kenneth Gould | Box                     | Muži váha lehká střední do 67 kg      |
| Bronz   | Connie Paraskevin-Young | Cyklistika              | Ženy sprint                           |
| Bronz   | Kelly McCormick | Skoky do vody           | Ženy prkno 3 m                        |
| Bronz   | Wendy Williams | Skoky do vody           | Ženy věž 10 m                         |
| Bronz   | Phoebe Mills | Sportovní gymnastika    | Ženy kladina                          |
| Bronz   | Michael Swain | Judo                    | Muži do 71 kg                         |
| Bronz   | Seth Bauer William Burden Jeffrey McLaughlin Peter Nordell Ted Patton John Pescatore John Rusher Jonathan Smith Michael Teti                                                                           | Veslování               | Muži osmiveslice                      |
| Bronz   | Mike Gebhardt | Jachting                | Muži třída Lechner Sailboard          |
| Bronz   | Charles McKee John Shadden | Jachting                | Muži třída 470                        |
| Bronz   | Matt Biondi | Plavání                 | Muži 200 m volný způsob               |
| Bronz   | Jill Sterkel | Plavání                 | Ženy 50 m volný způsob                |
| Bronz   | Mary T. Meagher | Plavání                 | Ženy 200 m motýlek                    |
| Bronz   | Mitzi Kremer Dara Torresová Laura Walker Mary Wayte | Plavání                 | Ženy štafeta 4 × 100 m volný způsob   |
| Bronz   | Brad Gilbert | Tenis                   | Muži dvouhra                          |
| Bronz   | Zina Garrisonová | Tenis                   | Ženy dvouhra                          |
| Bronz   | Dennis Koslowski | Zápas                   | Muži řecko-římský do 100 kg           |
| Bronz   | Nate Carr | Zápas                   | Muži volný styl do 68 kg              |
| Bronz   | William Scherr | Zápas                   | Muži volný styl do 100 kg             |